# Bankhaus Suermondt

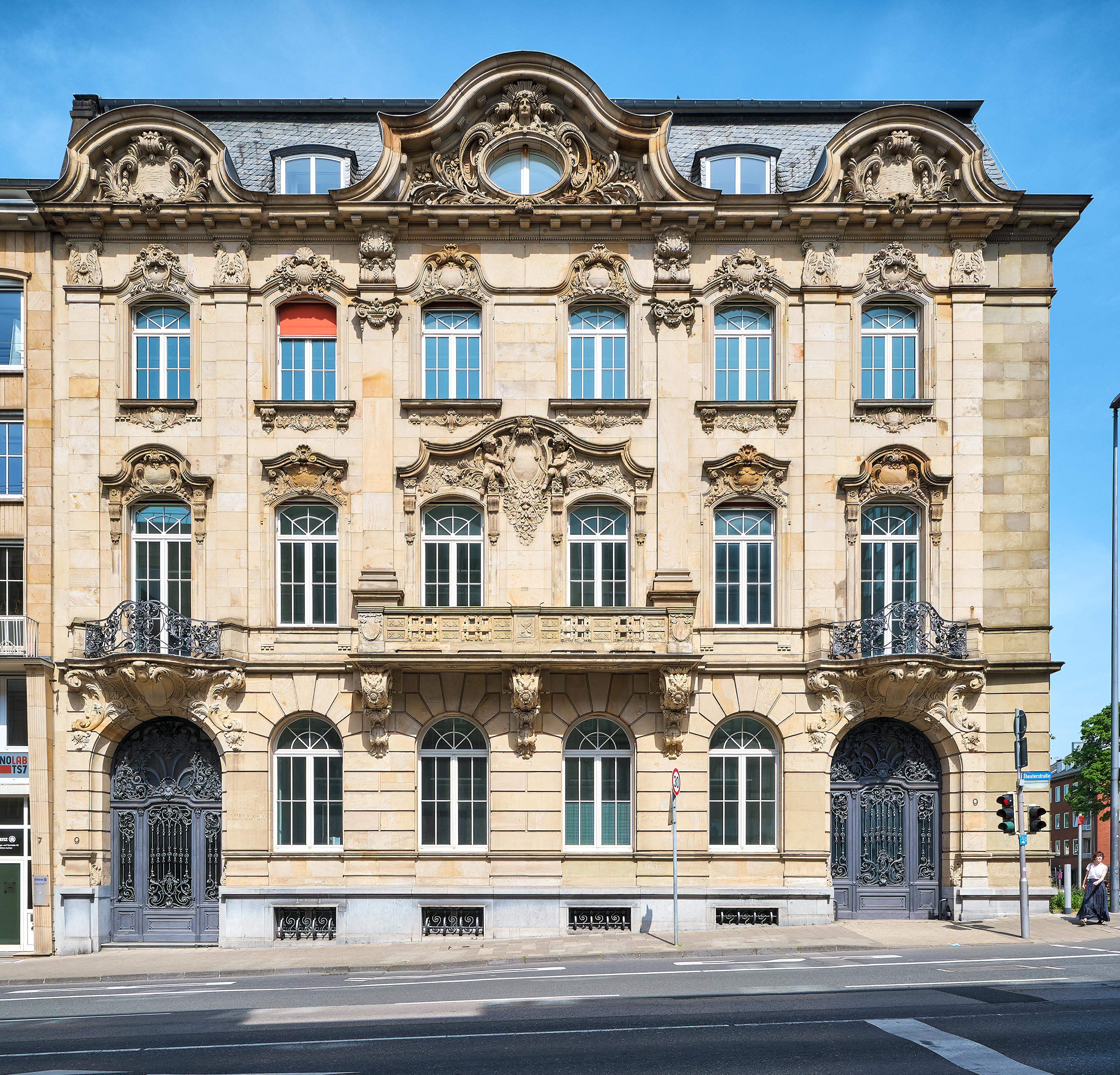
Bankhaus Suermondt 2024

Das Bankhaus Suermondt in Aachen, Theaterstraße 9, ist ein 1900 von dem Aachener Architekten Eduard Linse erbautes monumentales, neobarockes Bankgebäude. Das Haus steht seit 1977 teilweise unter Denkmalschutz.

## Bau- und Nutzungsgeschichte
Der Bankier Robert Suermondt ließ im Jahr 1900 auf der Theaterstraße 9 von Eduard Linse ein Bankgebäude erbauen. Bereits am 22. Oktober 1901 – noch im Jahr der Fertigstellung des Gebäudes – wurde das Bankhaus Robert Suermondt & Cie. liquidiert. Für zwei Jahre befand sich das Gebäude im Besitz der Familie Cockerill. 1905 übernahm der Bankier Oligschlaeger das Gebäude und nutzte es als Firmensitz und Geschäftsgebäude. Im Jahr 1925 wurde das Bankgebäude Sitz des 1910 gegründeten Bankgeschäfts Probst & Co. Im Jahr 1930 war in diesem Gebäude u. a. der Sitz des Oberdelegierten der hohen Interalliierten Rheinlandkommission untergebracht. In den Jahren 1933 und 1934 war das Gebäude kurzfristig im Besitz der Westdeutschen Bodenkreditanstalt. Die Aachen-Leipziger Versicherungs-Gesellschaft nutzte das Gebäude seit 1935 als Geschäftssitz. Seit 1984 ist das Haus Sitz der Vereinigten Aachen-Berlinischen Versicherungs-AG, einer Tochter der Vereinte Versicherung.
Das Bankhaus befindet sich ein paar Häuser unterhalb des 1888 von Max Hasak errichteten Gebäudes der Reichsbank-Hauptstelle Aachen, Theaterstraße 17.

## Baubeschreibung
Linse gestaltete das Bauwerk symmetrisch. Das Haus besteht aus drei Etagen, sechs Achsen und einem Mansard-Walmdach. Es hat zwei Eingänge in der ersten und sechsten Achse, die beiden Mittelachsen sind betont. Die Bel Etage schmückt mittig ein zweiachsiger Balkon mit massiver Brüstung vor der dritten und vierten Achse, vor der ersten und sechsten Fensterachse finden sich einachsige Balkone mit einem schmiedeeisernen Gitter.
Die betonten Außen- und Mittelachsen sind überdies mit Zwerchgiebeln versehen. Der mittlere Steinbalkon ruht auf drei schweren Konsolen, seine Brüstung ist mit einem durchbrochenen Ornament gestaltet. Die geschweifte, breite und reich profilierte Giebellisene umgibt in der Mitte eine von zwei großen Putten gehaltene Kartusche. Die Erdgeschossfenster schließen ebenso wie die beiden Eingänge mit Rundbögen, die Fenster der oberen Etagen hingegen weisen Segmentbögen mit hohem Stich auf. Die Fenster sind gemäß ihrer Stellung im Achsensystem der Fassade bekrönt und mit Balustraden versehen.
Ein Vergleich der beiden nebenstehenden Fotografien aus den Jahren 1925 und 2012 veranschaulicht die ursprüngliche Dachgestaltung von Linse, ein Walmdach mit Gauben, Helmbekrönung der Seitenachsen, Firstgitter und Bekrönung der Mitte. Unter dem mittleren Balkon befinden sich zwei Inschriften, auf der linken Seite Erbaut im Jahre 1900 und auf der rechten Seite Eduard Linse Architect.

## Aktuelle Nutzung
Das Gebäude steht seit mehreren Jahren in Teilen leer. 2019 plante die britische Firma BaseCamp im Bankhaus die Erschaffung von hochpreisigen Studierendenwohnungen, was schlussendlich aber nie realisiert wurde. 2023 wurde das gesamte Ensemble von der Aachener Gesellschaft Stadtmarken GmbH gekauft, die laut eigenen Angaben den denkmalgeschützten Teil revitalisieren und die neueren Anbauten aus den 1970er Jahren sanieren möchte. In Zukunft soll es unter dem Namen „Stadtpalais am Theater“ vermietet werden.